# Wydarzenia w Clichy-sous-Bois
Wydarzenia w Clichy-sous-Bois rozpoczęły się 27 października 2005, kiedy to dwoje nastolatków, Zyed Benna i Bouna Traoré, uciekając przed kontrolą policyjną ukryło się w stacji transformatorowej i zostało śmiertelnie porażonych prądem. Śmierć chłopców wywołała zamieszki, podczas których kilka dni później doszło do eksplozji granatu z gazem łzawiącym na terenie mieszczącego się w Clichy-sous-Bois meczetu. Zdarzenia te wywołały falę manifestacji w regionie paryskim, a następnie w całej Francji. 

## Okoliczności i przebieg wydarzeń

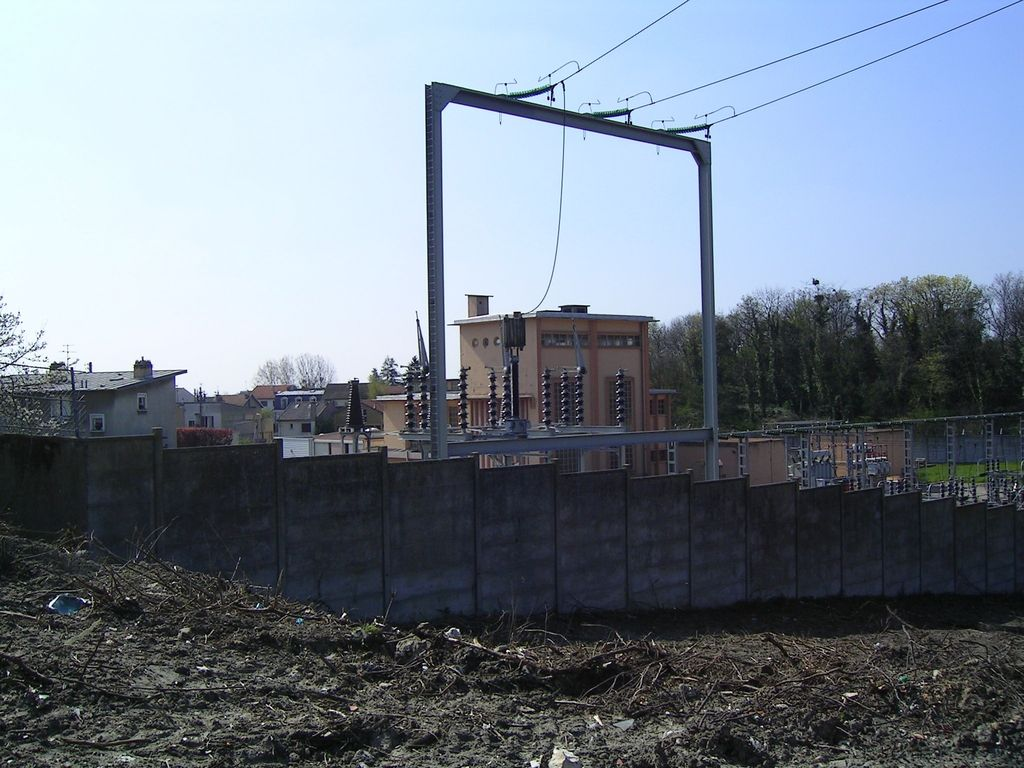
Stacja transformatorowa w Clichy-sous-Bois

27 października 2005 w Clichy-sous-Bois pracownik zakładu pogrzebowego zauważył kręcącą się wokół pobliskiej budowy grupę nastolatków i wezwał policję, sugerując, że mogą być oni potencjalnymi złodziejami. Chłopcy zauważyli zbliżającą się policję z bronią w ręku i rozpierzchli się, a po chwili część z nich ukryła się w stacji transformatorowej EDF. Dwóch z nich, Zyed Benny (17 lat) i Bouna Traoré (15 lat), zmarło w wyniku porażenia prądem. Trzeci chłopiec, Muhittin Altun (17 lat), został ciężko poparzony, jednak zdołał wrócić i zaalarmować innych. Śmierć nastolatków jeszcze tego samego wieczora wywołała zamieszki, podczas których atakowano głównie strażaków i policję. Bunt mieszkańców trwał kilka dni.
W nocy 30 października 2005 na terenie centrum handlowego Anatole-France w Clichy-sous-Bois grupa manifestantów obrzucała kamieniami wozy policyjne. Nagle w pobliżu doszło do eksplozji granatu z gazem łzawiącym. Okazało się, że do wybuch miał miejsce 60 centymetrów od mieszczącego się w tym samym budynku meczetu Bilal, w którym właśnie odbywała się modlitwa. Meczet został natychmiast ewakuowany, a zdarzenie to jeszcze bardziej rozeźliło mieszkańców. Późniejsze śledztwo wykazało, że granat należał do policji, która twierdziła, że "znajdowała się w potrzasku", a budynek wcale nie przypominał meczetu.
Specjaliści twierdzą, że to właśnie ta eksplozja wywołała falę zamieszek w Clichy-sous-Bois, Montfermeil, a następnie w całym Seine-Saint-Denis. Dwa dni później manifestacje trwały już w całej Francji. 8 listopada 2005 ogłoszono stan wyjątkowy, który trwał przez kolejne trzy tygodnie. 17 listopada 2005 sytuacja się unormowała. W wyniku zamieszek aresztowanych zostało 2734 osób, 3 osoby straciły życie, dokonano też wielu zniszczeń i spłonęło około 9432 samochodów.

## Proces policjantów
8 lutego 2007 roku dwóch policjantów biorących udział w pościgu, Sébastien Gaillemin i Stéphanie Klein, zostało oskarżonych o popełnienie przestępstwa "nieudzielenia pomocy w niebezpieczeństwie" dwóm zmarłym nastolatkom oraz narażenie ich na "niebezpieczeństwo utraty życia albo ciężkiego uszczerbku na zdrowiu". Policjantom zarzucano, że nie ostrzegli nastolatków przed zagrożeniem oraz że nie poinformowali zawczasu stacji elektroenergetycznej o dwóch osobach znajdujących się na jej terenie. Ostateczny wyrok zapadł dopiero w 2015 roku w Sądzie Apelacyjnym w Rennes. Sąd uniewinnił funkcjonariuszy, argumentując, że nie "zdawali sobie oni sprawy z bezpośredniego i poważnego zagrożenia". Niektórzy członkowie rodziny zmarłych chłopców wyrazili swoje niezadowolenie z takiego zakończenia procesu, twierdząc, że policja może teraz czuć się "bezkarna".